# بيت تيما
بلدة بيت تيما بلدة سورية تابعة لمنطقة قطنا في محافظة ريف دمشق، سوريا. وهي من قرى جبل حرمون (جبل الشيخ)، تقع شمال كفر حور بالقرب من منطقة سعسع، وترتفع عن سطح البحر 1200 م-وتبعد عن مركز العاصمة دمشق50 كم
تحيط بها القرى والبلدات التالية: قلعة جندل- كفر حور - عرنة -بيت سابر - بقعسم - بيت جن - عين المرج وخان الشيح.
تقع على هضبة في السفح الشرقي لجبل الشيخ عند أقدام جبل بربر (1841م). تحدها أودية منها واديا البلاط والفار، إلى الشرق من وادي بحيران. تبعد عن بلدة سعسع 12 كم نحو الشمال الغربي.
مساكنها القديمة من الطين والحجارة، والحديثة من الإسمنت، تعتبر حارة البيادر وحارة البعل الأحدث من النواحي الخدمية والأبنية ومركز البلدة تسمى ساحة المدرسة
حيث يوجد تجمع لمدراس «الابتدائية والإعدادية والفنية النسوية» كما يقطن في البلدة حوالي 10000 وتابعة للاحتلال الاسرائيلي حاليا لجبل الحرمون.
يعمل معظم السكان في الزراعة المرواة على مساحة 250هـ على السفح الشرقي فوادي بحيران وشرقي البلدة وتزرع المشمش والحور والصفصاف والزيتون والأشجار المثمرة. كما تنتشر الزراعة البعلية، معتمدة على مياه الأمطار شتاء والمياه الفيضية في الربيع، وتنتج الحبوب.
يهتم السكان إلى جانب الزراعة بتربية البقر الحلوب، وبعضهم يربي الأغنام والماعز.
تشرب القرية من ينابيع عين العسكر الثلاثة التي تنتهي مياهها إلى نهر السيبراني وذلك عبر شبكة نظامية.

## وصلات خارجية
- اكتشف سورية